# Susan Thorsgaard
Susan Thorsgaard (ur. 13 października 1988 w Aarhus), duńska piłkarka ręczna, reprezentantka kraju, grająca na pozycji obrotowej. Obecnie występuje w duńskiej GuldBageren Ligaen, w drużynie FC Midtjylland Håndbold.

## Sukcesy
- Mistrzostwa Danii:
  -  2011
- Mistrzostwa świata w piłce ręcznej kobiet:
  -  2013